# NGC 7539
NGC 7539 (другие обозначения — PGC 70783, UGC 12443, MCG 4-54-35, ZWG 475.48) — линзообразная галактика (S0) в созвездии Пегас.
Этот объект входит в число перечисленных в оригинальной редакции «Нового общего каталога».